# Revolutions per Minute (álbum de Rise Against)
Revolutions per Minute é o segundo álbum de estúdio da banda Rise Against, lançado a 8 de Abril de 2003.

## Faixas
Todas as faixas por Rise Against.
1. "Black Masks and Gasoline" – 2:59
2. "Heaven Knows" – 3:23
3. "Dead Ringer" – 1:31
4. "Halfway There" – 3:41
5. "Like the Angel" – 2:46
6. "Voices off Camera" – 2:17
7. "Blood-Red, White, and Blue" – 3:38
8. "Broken English" – 3:25
9. "Last Chance Blueprint" – 2:14
10. "To the Core" – 1:33
11. "Torches" – 3:41
12. "Amber Changing" – 3:39
13. "Any Way You Want It" (Cover de Journey) – 2:57

| Críticas profissionais                                                      | Críticas profissionais |
| Avaliações da crítica                                                       | Avaliações da crítica  |
| Fonte                                                                       | Avaliação              |
| --------------------------------------------------------------------------- | ---------------------- |
| Allmusic                                                                    | [ 2 ]                  |
| Punknews.org                                                                | [ 3 ]                  |
| Sputnikmusic                                                                | [ 4 ]                  |
| Esta tabela precisa de ser acompanhada por texto em prosa. Consulte o guia. |                        |

## Paradas
| Ano  | Parada                 | Posição |
| ---- | ---------------------- | ------- |
| 2003 | Top Independent Albums | 35      |

## Créditos
- Tim McIlrath – Vocal, guitarra rítmica
- Todd Mohney – Guitarra, vocal de apoio
- Joe Principe – Baixo, vocal de apoio
- Brandon Barnes – Bateria
- Chad Price – Vocal de apoio adicional